# Alberto Marson
Alberto Marson (San Paolo, 24 febbraio 1925 – São José dos Campos, 25 aprile 2018) è stato un cestista brasiliano.

## Carriera
Con il Brasile ha disputato i Giochi olimpici di Londra 1948.